# Catálogo Köchel

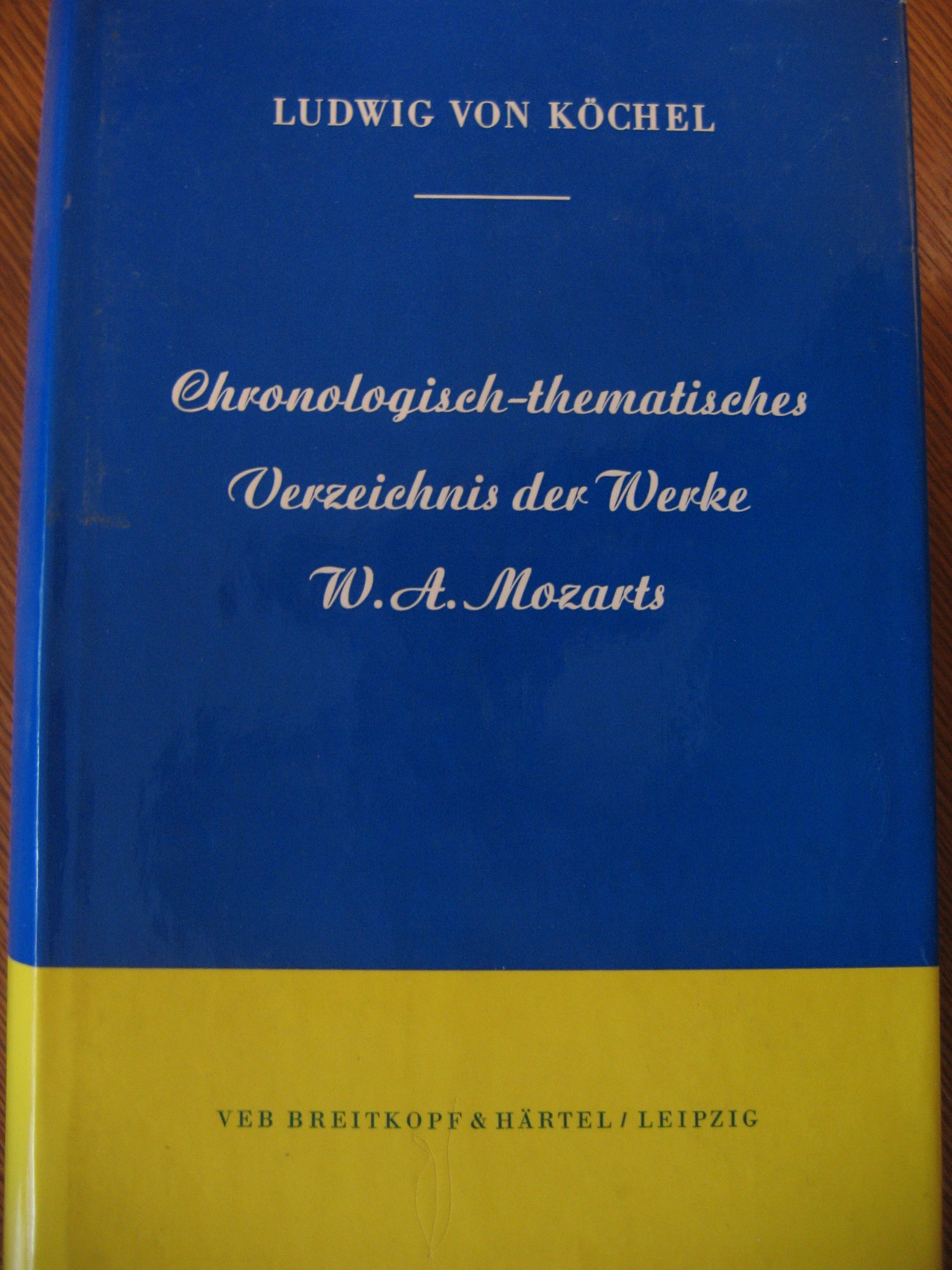
Catálogo cronológico-temático da obra de Mozart, de Ludwig von Köchel.

O catálogo Köchel é um inventário das obras de Wolfgang Amadeus Mozart, organizado em ordem cronológica (ou quase), pelo musicólogo austríaco Ludwig von Köchel e publicado originalmente em 1862. Trata-se de uma tentativa de estabelecer não apenas uma cronologia mas também facilitar as referências às obras de Mozart. A cada obra corresponde um índice Köchel, ou seja, um número precedido da letra K ou das letras  KV (do alemão Köchelverzeichnis: "Catálogo Köchel"). Assim, a 433.ª obra do compositor (Männer suchen stets zu naschen". Arie für Baß und Orchester) é identificada simplesmente pelo índice K 433 ou KV 433. O catálogo começa com um pequeno Minueto em Sol (K.1) e termina no célebre Requiem (K. 626). Desde a morte de Mozart, foram feitas diversas tentativas de catalogar as suas composições, até que, em 1862, Köchel publicou o seu  Chronologisch - thematisches Verzeichnis sämtlicher Tonwerke Wolfgang Amadé Mozarts ("Catálogo cronológico-temático completo da obra musical de Amadeus Mozart"), com  551 páginas. O catálogo também incluía as notas de abertura de cada obra (o chamado incipit). Köchel tentou organizar as composições em ordem cronológica, porém as obras escritas antes de 1784 têm datação apenas aproximada. Desde a primeira publicação do catálogo de Köchel, muitas outras peças foram encontradas. Houve também muitas correções quanto à atribuição de autoria ou datas, o que demandou três revisões do catálogo. As correções foram feitas principalmente nas edições de 1937 e de 1964.